# Svarttjärnen (Nordmalings socken, Ångermanland, 704682-169475)
Svarttjärnen är en sjö i Nordmalings kommun i Ångermanland och ingår i Öreälven-Leduåns kustområde.